# Rüdiger Safranski
Rüdiger Safranski (nascut l'1 de gener de 1945 a Rottweil, Württemberg; avui en dia part de l'estat de Baden-Württemberg, Alemanya) és un escriptor i filòsof alemany, conegut per les seves biografies i obres crítics sobre diversos pensadors.

## Biografia
De 1965 a 1972 Safranski va estudiar filosofia, literatura alemanya. història i història de l'art a la Universitat Goethe de Frankfurt i la Universitat Lliure de Berlín, aleshores situada al Berlín Occidental. Entre els seus professors figura Theodor W. Adorno. A Berlín va treballar de lector de literatura alemanya de 1972 a 1977, mentre es doctorava amb una tesi sobre "Estudis del desenvolupament d'una literatura de classe obrera a la República Federal Alemanya" (Studien zur Entwicklung der Arbeiterliteratur in der Bundesrepublik). A finals dels anys 70 va ocupar el càrrec d'editor de la Berliner Hefte, una publicació de la vida literària. De 1977 a 1982 Safraski treballà de professor universitari, i des de 1987 ha estat escriptor freelance. El 2005 es va casar amb la seva xicota Gisela Nicklaus. Ha declarat que entre els seus autors literaris preferits es troben Gottfried Benn, Marcel Proust, Goethe, Henry James, Franz Kafka i Eichendorff, i entre els pintors Caspar David Friedrich, Goya i Max Neumann.

## Obres i aparicions televisives
Entre les obres més populars de la carrera literària de Safranski són les seves monografies sobre Friedrich Schiller, E.T.A. Hoffmann, Arthur Schopenhauer, Friedrich Nietzsche i Martin Heidegger. És membre del PEN Club Internacional des de 1994 i membre de la Deutsche Akademie für Sprache und Dichtung de Darmstadt des de 2001. Des del 2002 apareix a la televisió amb Peter Sloterdijk cada dos mesos, amb un debat programat sobre qüestions filosòfiques i d'ètica, Philosophisches Quartett, a la cadena pública ZDF.

### Obres
- Goethe und Schiller. Geschichte einer Freundschaft. Múnic, Editorial Hanser. 2009. ISBN 978-3-446-23326-3
- Romantik. Eine deutsche Affäre. Múnic, Hanser. 2007. ISBN 978-3-446-20944-2
- Schiller als Philosoph - Eine Anthologie. Berlín, wjs-Verlag. 2005. ISBN 3-937989-08-0
- Schiller oder die Erfindung des Deutschen Idealismus. Múnic, Editorial Hanser. 2004. ISBN 3-446-20548-9 [crítica: Manfred Koch al diari Neue Zürcher Zeitung, 25 de setembre 2004]
- Wieviel Globalisierung verträgt der Mensch? Múnic, Editorial Hanser. 2003. ISBN 3-446-20261-7
- Friedrich Nietzsche. Biographie seines Denkens. Múnic, Editorail Hanser. 2000. ISBN 3-446-19938-1 [crítica: Ijoma Mangold a la Berliner Zeitung del 18 d'agost de 2000]
- Das Böse oder Das Drama der Freiheit. Múnic, Editorial Hanser, 1997, ISBN 3-446-18767-7 [crítica: Micha Brumlik al setmanari Die Zeit, 19 de setembre de 1997
- Ein Meister aus Deutschland. Heidegger und seine Zeit. Múnic, Editorial Hanser, 1994. ISBN 3-446-17874-0
- Wieviel Wahrheit braucht der Mensch?' Über das Denkbare und das Lebbare. Múnic, Editorial Hanser, 1990. ISBN 3-446-16045-0
- Schopenhauer und die wilden Jahre der Philosophie. 2. éa edició Múnic, Editorial Hanser, 1988, ISBN 3-446-14490-0
- ETA Hoffmann. Das Leben eines skeptischen Phantasten. Múnic, Editorial Hanser, 1984. ISBN 3-446-13822-6
- Studien zur Entwicklung der Arbeiterliteratur in der Bundesrepublik (Dissertation), Berlín, Freie Universität, 1976.